# Рогачёв, Сергей Иванович
Серге́й Ива́нович Рогачёв (рум. Serghei Rogaciov; род. 20 мая 1977, Глодяны) — молдавский футболист, нападающий, на данный момент тренер. Лучший бомбардир «Сатурна» в матчах чемпионата России (33 гола).

## Биография
Футболом начал заниматься в 8 лет. Первый тренер — Олянский Владимир Николаевич. Закончил Кишинёвский университет физической культуры и спорта. Женат. Есть три сына Кирилл, Иван, Илья, дочь Серафима
Известен выступлениями за раменский «Сатурн». После сезона в екатеринбургском «Урале» вернулся в Молдавию, став игроком бельцкой «Олимпии», где он ярко играл в 90-х годах. В марте 2010 года подписал контракт с петербургским «Динамо». В декабре 2010 покинул команду.
Сыграл 9 игр в отборочном турнире чемпионата мира по футболу 2006 и 6 игр в отборочном турнире чемпионата Европы по футболу 2008.

## Достижения

### Командные
«Олимпия»
- Бронзовый призёр чемпионата Молдавии: 1995
- Рекордсмен клуба по забитым мячам: 87 голов в 96 матчах.

«Конструкторул»
- Чемпион Молдавии: 1997

«Шериф»
- Обладатель кубка Молдавии: 1999
- Серебряный призёр чемпионата Молдавии: 2000

«Актобе»
- Чемпион Казахстана: 2007
- Серебряный призёр чемпионата Казахстана: 2006

### Личные
- Рекордсмен чемпионата Молдавии по количеству голов в одном сезоне: 35 голов.
- Лучший бомбардир чемпионата Молдавии (3): 1997, 1999, 2000
- Футболист года в Молдавии (2): 1996, 2001